# Zabočevo
Zabočevo je naselje v Občini Borovnica.

## Etimologija krajevnega imena
Kakor je razvidno iz vseh starih dokumentov, se je za vas skozi stoletja uporabljalo ime Sobočevo, včasih se je pisalo tudi po narečni izgovorjavi: Sabočevo. V lokalnem narečju namreč o pred naglašenim zlogom prehaja v a (morost se izgovarja kot marost itd). Ime Sabočevo kot splošno uporabljeno navaja tudi krajevni leksikon Slovenije. Pokojni župnik Ciril Jerina je pripovedoval, da je to ime jezikoslovec Fran Ramovš preprosto izvajal iz dejstva, da vas leži vrh doline, v katero se od vseh strani spuščajo pobočja - torej vas Sobočij - Sobočevo. Ko so po 2. svetovni vojni delili hišne številke, je birokracija nestrokovno in samovoljno spremenila vas v Zabočevo, kakor da bi vas ležala za pobočjem nekega hriba. Prebivalci vasi zato od tedaj dalje nasprotujejo uporabi trenutno uradnega imena.